# João Miranda
João Miranda de Souza Filho (* 7. září 1984 Paranavaí) je bývalý brazilský profesionální fotbalista, který hrával na pozici středního obránce. Svoji hráčskou kariéru ukončil v lednu 2023 v brazilském klubu São Paulo FC. Mezi lety 2009 a 2019 odehrál také 58 utkání v dresu brazilské reprezentace, ve kterých vstřelil 3 branky.

## Klubová kariéra
João Miranda začal svou profesionální kariéru v klubu Coritiba Foot Ball Club. Největších úspěchů dosáhl v dresu Atlética Madrid, se kterým vyhrál v roce 2012 Evropskou ligu a Superpohár UEFA, o rok později Copa del Rey a v sezóně 2013/14 i domácí La Ligu a španělský superpohár.

## Reprezentační kariéra
Od roku 2009 do září 2021 byl členem národního A-týmu Brazílie.
Zúčastnil se Konfederačního poháru 2009 v Jihoafrické republice, který Brazílie vyhrála. V roce 2019 vyhrál s brazilskou reprezentací také turnaj Copa América.